# 石上玄一郎
石上 玄一郎（いしがみ げんいちろう、1910年3月27日 - 2009年10月5日）は日本の小説家。姓は「いそのかみ」と読まれていた時期もあるが、1981年頃から「いしがみ」と訂正した。
郷里東北の風土を背景に、現象学や仏教思想などの影響を受けた独自の実存主義的作風を展開した。

## 人物
北海道札幌市生まれ。本名、上田重彦。父上田寅次郎は岩手県盛岡市出身。上田家は南部藩士で、代々御蔵奉行などを勤めていたが、維新後没落。寅次郎の母・綱は寅次郎ら幼い子供を連れて、実弟の栃内元吉（当時屯田司令官幕僚）・曽次郎（後に海軍大将）が住む札幌に移り住む。寅次郎は長じて札幌農学校・東京専門学校に学び、岩手県・北海道で中学教師の傍ら、新聞に読み物を書いていた。母・光子は札幌市の生まれで、母方の祖父は元長崎通詞、祖母は会津藩玄武隊隊員の娘であった。3歳で母と、5歳で父と死別。
有島武郎の親友だった父・寅次郎（有島が札幌農学校で寅次郎の1年先輩だったことに加え、有島の母と寅次郎の母・綱がともに南部藩出身で旧知の間柄だった縁もある）は、有島の『小さき者へ』ではU氏として、『死と其前後』では下田という名前で登場している。その父は、1915年、死の床で重彦を有島に引会わせ、息子を将来小説家にしたいからと後事を托していた。
1916年、妹と共に父の郷里の岩手県盛岡市へ移住。祖母・綱に育てられ、大きな影響を受ける。1923年、岩手県立盛岡中学校（現在の岩手県立盛岡第一高等学校）入学の年に有島が自殺。中学在学当時から創作に手を染めていた。
1927年、四年修了で弘前高等学校文科乙類（独法）に入学。同年10月、『校友会雑誌』にプロレタリア文学『予言者』を発表し、注目を浴びる。この作品に衝撃を受けた同学年の津島修治（後年の太宰治）は、1928年5月、自らが主宰する同人誌『細胞文藝』の創刊に際して石上に接触を図ったが、両者の話は噛み合わなかった。
1930年3月3日、公金私費スキャンダルに絡む校長排斥運動に関係して弘前高等学校を放校になる。非合法左翼運動の闘士として活躍していたが、1933年9月、祖母の死を機に政治から遠ざかり、文学に専念。同年、陸中 巌の筆名で『鼬』を発表。
1939年、『日本評論』3月号に中篇『針』を発表。初めて石上玄一郎の筆名を用いる。また、このころからフッサールの現象学に興味を持ち始める。
1942年、『中央公論』10月号に科学とヒューマニズムの対立をテーマとした長編『精神病学教室』を発表。警視庁からは厭戦主義者と見做され、一部文章の書き換えを命じられる。また、同年短編『クラーク氏の機械』も発表。
1944年3月、前年から新聞連載されていた長編『緑地帯』を脱稿。4月、知人の誘いで上海に渡る。1947年1月に帰国。1948年6月、太宰の死の報せに接する。以後、太宰の死を機として、長篇『蛆』（のち『自殺案内者』と改題）を執筆（1951年まで）。
1953年、『群像』7～9月号に長編『黄金分割』を連載。1955年頃から仏教への傾倒を強める。1956年4月、大阪成蹊女子短期大学に教授として招かれ、東京から神戸市に移住。1999年3月に非常勤講師を辞すまでこの学校に勤務した。
2009年10月5日、急性心不全のため死去。99歳没。

## 著書
- 『絵姿』（中央公論社） 1940
- 『精神病学教室』（中央公論社） 1943、のちレグルス文庫
- 『緑地帯』（万里閣） 1944
- 『漁火』（万里閣） 1947
- 『氷河期』（中央公論社） 1949
- 『自殺案内者』（北辰堂） 1951
- 『黄金分割』（大日本雄弁会講談社） 1954
- 『発作』（中央公論社） 1957
- 『私たちの体験記 初恋・友情』（編、秋元書房） 1963
- 『太平洋の橋 新渡戸稲造伝』（講談社） 1968
- 『石上玄一郎作品集』全3巻（冬樹社） 1970 - 1971
- 『悪魔の道程』（冬樹社） 1972
- 『彷徨えるユダヤ人』（人文書院） 1974、のち講談社文庫、のちレグルス文庫
- 『輪廻と転生 死後の世界の探究』（人文書院） 1977、のちレグルス文庫
- 『蓮花照応』（第三文明社） 1977、のちレグルス文庫
- 『エジプトの死者の書 宗教思想の根源を探る』（人文書院） 1980、のちレグルス文庫
- 『柴窯の壷』（成瀬書房） 1982
- 『太宰治と私 激浪の青春』（集英社） 1986、のち文庫
- 『ヌンの海から来た人々 ナイルの民とインダスの民』（平河出版社） 1988
- 『浄土文類聚鈔 親鸞と在家仏教』（村上慎一共著、ワールド出版） 1989
- 『菅江真澄の旅』（岩手日報社） 1990
- 『牧口常三郎と新渡戸稲造』（第三文明社、レグルス文庫） 1993
- 『石上玄一郎小説作品集成』全3巻（未知谷） 2008
- 『千日の旅　石上玄一郎アンソロジー』（荒川洋治編、未知谷） 2011

## 翻訳
- 『他力本願 大無量寿経』（結城令聞共訳、法蔵館） 1957
- 『古代エジプトの魔術 生と死の秘儀』（E・A・ウォーリス・バッジ、加藤富貴子共訳、平河出版社） 1982